# Berta Serra Manzanares
Berta Serra Manzanares es una poetisa y novelista española. Nació en Rubí, Barcelona y estudió filología hispánica en la Universidad de Barcelona. Publicó varios volúmenes de poesía en los años 90. Pasando a la ficción, fue nominada para el Premio Herralde por su novela debut El otro lado del mundo. Su segunda novela se tituló El oeste más lejano. Su novela más reciente, Los ojos del huracán, se centra en el comercio de esclavos en la Cuba colonial. Vive en Tarrassa, donde trabaja de profesora de secundaria en el IES Blanxart.